# Angra A
Angra A é um sítio arqueológico subaquático integrante do Parque Arqueológico Subaquático da Baía de Angra do Heroísmo, na Ilha Terceira, nos Açores.
O sítio corresponde ao naufrágio de uma embarcação entre o cais da Figueirinha e a Prainha, que se encontra a cerca de cinco metros de profundidade, em fundo de areia.
A mancha de vestígios arqueológicos do sítio apresenta cerca de quarenta metros de comprimento, sendo composta por um aglomerado de pedras utilizadas como lastro que recobrem grande parte dos destroços.
Estima-se que a embarcação possuía cerca de trinta e cinco metros de comprimento por onze metros de largura, sendo ainda visíveis algumas peças estruturais em madeira, correspondentes ao cavername e à quilha. Esta última, de grandes dimensões, é visível ao longo cinco metros fora da mancha do lastro e mede 25 centímetros de altura por 20 centímetros de largura. Esses restos de madeira mostram traços de erosão e da ação do "Teredo navalis", microorganismo que se alimenta desse material.